# Pièce de 10 francs Conquête de l'espace
Pour les articles homonymes, voir 10 francs.
L'émission de la pièce de dix francs français Conquête de l'espace commémore les premiers vols habités en ballons et date de 1983.
Cette monnaie dessinée par Daniel Ponce marque à son avers le bicentenaire du premier vol libre humain d'une montgolfière à air chaud conçue par les frères Montgolfier, le 21 novembre 1783 à Paris avec à son bord Jean-François Pilâtre de Rozier et le marquis d'Arlandes, initiant ainsi la conquête de l'espace. Ce vol avait été précédé par un autre le 19 octobre mais la montgolfière était alors captive et c'est celui du 21 novembre qui est considéré comme le premier vol officiel.
Le revers illustre le premier vol habité d'un ballon à gaz gonflé au dihydrogène le 1er décembre 1783, soit moins de deux semaines après le vol inaugural de Pilâtre de Rozier, avec à son bord son concepteur l'académicien Jacques Alexandre César Charles accompagné de Nicolas-Louis Robert qui, avec son frère Anne-Jean, avait créé l'enveloppe étanche de l'aérostat.
Les dessins des deux faces s'inspirent d'estampes d'époque qui illustrèrent les deux événements mais aussi d'une médaille en or gravée durant ces années par Augustin Dupré et qui s'était lui-même déjà inspiré de ces estampes.
Dérivée du type Mathieu, cette monnaie utilise les mêmes flans en cuivre 920, nickel 60 et aluminium 20 avec une tolérance de +/- 10 millièmes et présente les mêmes caractéristiques physiques avec un diamètre de 26 mm et une épaisseur de 2,5 mm pour une masse de 10 grammes avec une tolérance de +/- 50 millièmes.

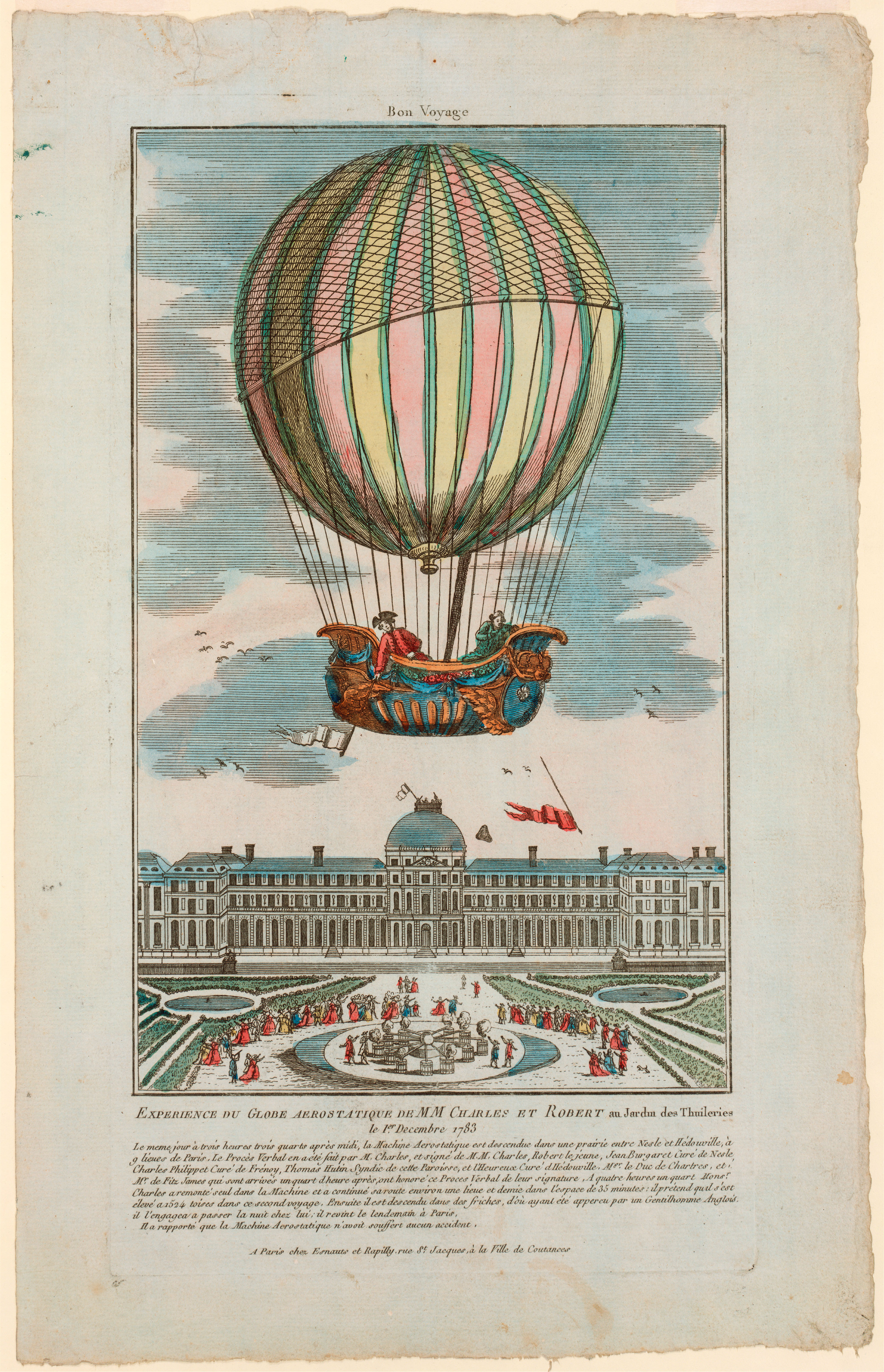
Estampe d'époque illustrant l'événement qui a inspiré le dessin du revers de la pièce.
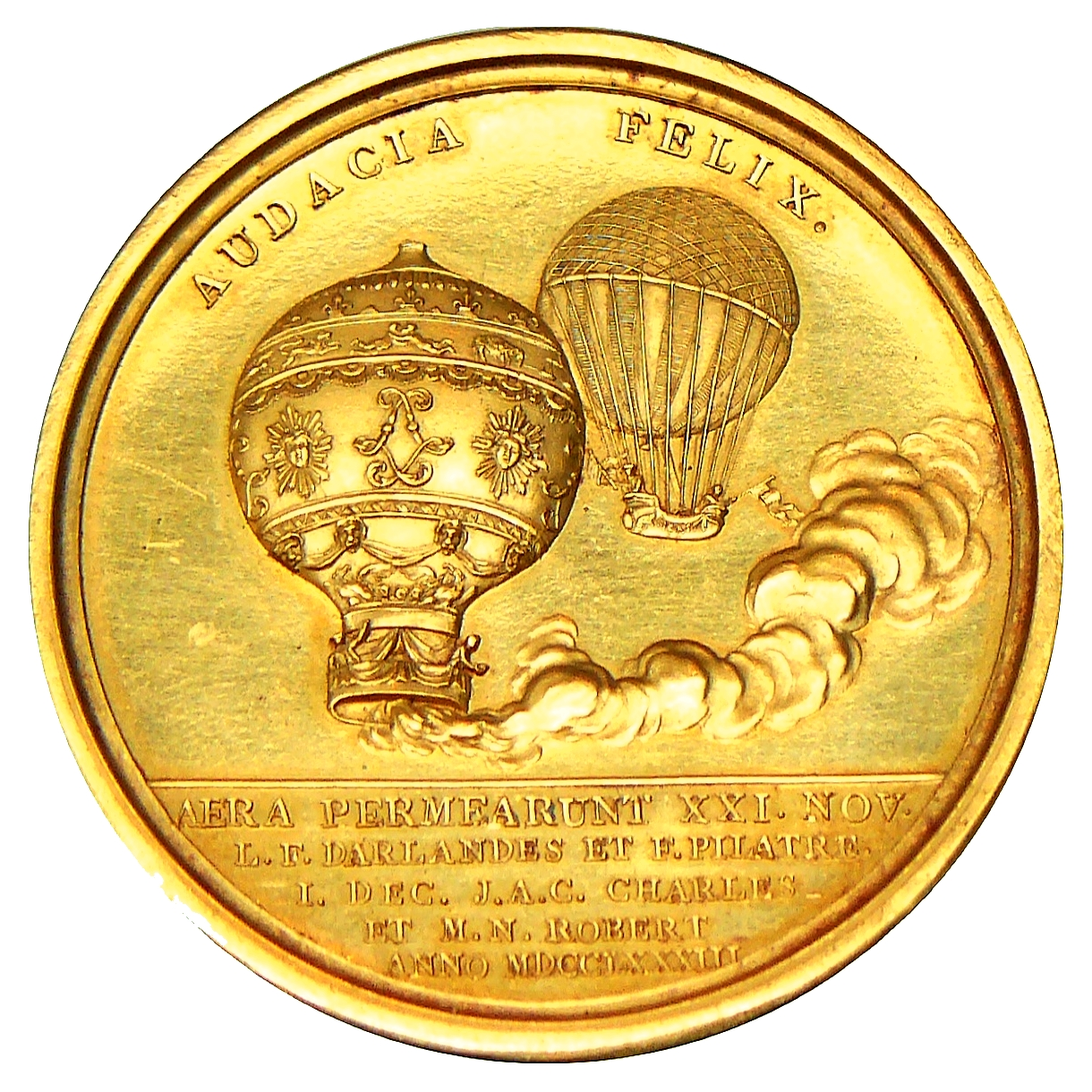
Médaille gravée par Augustin Dupré illustrant les deux événements.

## Frappes
Comme pour la pièce courante du type Mathieu il existe deux variantes pour la tranche : tranche A (texte lisible avers vers le haut) et tranche B (texte lisible revers vers le haut)

10 F Mathieu avec tranche A
10 F Mathieu avec tranche B

| millésime | numéro catalogue | tranche | tirage    | remarques |
| --------- | ---------------- | ------- | --------- | --------- |
| 1983      | F.367/1          | A       | 4 000     | essai     |
| 1983      | F.367/2          | B       | 4 000     | essai     |
| 1983      | F.367/3          | A       | 3 000 972 |           |
| 1983      | F.367/4          | B       | 3 000 972 |           |

## Sources
- Arrêté du 1er février 1984 fixant les caractéristiques et le type de deux pièces commémoratives de 10 F au millésime 1983, JORF no 36 du 11 février 1984, p. 562, sur Légifrance
- Compagnie Générale de Bourse